# Кірсанов Микола Миколайович
Микола Миколайович Кірсанов (рос. Николай Николаевич Кирсанов; нар. 13 травня 1935 — пом. 6 червня 1998) — радянський футбольний суддя, український футбольний функціонер. Суддя всесоюзної категорії, арбітр ФІФА. Представляв Київ. Потрапив до списку 10 найкращих суддів СРСР 1966 року. Перший Голова Київської обласної федерації футболу (1997 — 1998).

## Діяльність
Був різностороннім спортсменом: школярем обійшов на першості Києва зі спортивної гімнастики майбутнього олімпійського чемпіона Юрія Титова. Був одним з найперших українських хокеїстів. Однак більшість життя присвятив футболу. Був одним із засновників кафедри футболу в Київському інституті фізкультури, але завжди поєднував наукову та викладацьку роботу з тренерською практикою.
Став арбітром всесоюзної категорії та заслуженим тренером України. У 1965 — 1966 очолював Колегію суддів м. Києва. Потрапив до списку 10 найкращих суддів СРСР 1966 року.
Працював наставником збірної Афганістану, тренером у Переяславі-Хмельницькому, а завершальні свої роки очолював обласну федерацію футболу. КОФФ найпершою, ще за союзних часів, набула статусу госпрозрахункової громадської організації, а 1997 року, вже найперша в молодій державі, офіційно зареєстрована в юридичних органах. З ініціативи Миколи Кірсанова на стадіонах Київщини, починаючи з 1996 року, проводиться Меморіал Олега Макарова, який вважається одним з найвідоміших зимових турнірів в Україні.
Помер 6 червня 1998 року.

## Шана
Починаючи з 1999 року на Київщині, зазвичай у лютому-березні, проводять щорічний футбольний турнір пам'яті футбольного діяча. Список переможців меморіалу Миколи Кірсанова:
- 1999 — «Ригонда» (Біла Церква)
- 2000 — «Оріон» (Київ)
- 2001 — «Система-Борекс» (Бородянка)
- 2002 — «Нафком-Академія» (Ірпінь)
- 2003 — «Альянс» (Київ)
- 2004 — «Борисфен-2» (Бориспіль)
- 2005 — «Авангард» (Корюківка)
- 2006 — «Княжа» (Щасливе)
- 2007 — «Антарес» (Обухів)
- 2008 — «Єдність-2» (Плиски)
- 2009 — «Інтер» (Фурси).
- 2010 — «Чайка» (Петропавлівська Борщагівка)
- 2011 — «Діназ» (Вишгород).